# 入鉄炮出女
入鉄炮出女（いりてっぽうにでおんな）は、江戸時代における交通政策の1つ。

## 概要
「入鉄砲出女」とは関所の機能についての端的な表現として用いられた言葉である。
江戸の治安維持のため、①「江戸に持ち込まれる鉄炮（入鉄炮）」と、②「江戸屋敷に人質として置かれた大名の妻女が脱出するのを防ぐため江戸を出る女（出女）」を取り締まった。
江戸と地方を結ぶ関所を通過する際には、入鉄炮には老中が発行する鉄炮手形、出女には留守居が発行する女手形の携帯が義務付けられていた。
関所破りは重大な犯罪とされ、これを行おうとした者、あるいはそれを手引きした者は磔などの厳罰が課された。もっとも、裏金や賄賂などで内々に関所を通過する者が後を絶えず、加えて文久の改革の参勤交代緩和によって、関所での手続自体が大幅に緩和されて「女手形」も簡素化された。
慶応3年（1867年）7月には、関所婦人通し方が廃止。さらに翌8月には慶応の改革に伴って、手形が無くても関所の通行が許可されるようになり、事実上関所改めは廃止されることとなった。

## 武器類の取締
鉄砲を関所の内側（江戸方面）に入れる際には、鉄炮手形を関所に提出させ、次に関所に備え付けられた「判鑑」にて、手形に記された老中の印鑑が真正であるかを確認し、更に鉄砲の所有者・挺数・玉目・出発地と目的地が手形の記載通りであるかを確かめた後に初めて通過を許した。また、鉄砲などを隠す空間を作りやすい長持の検査も厳重に行われた。江戸時代には東海道の新居関がその厳重な監視で知られていた。なお、江戸からの鉄砲の持ち出しについては簡単な検査ののちに通過を許したとされている。
栗橋関所（房川渡中田関所）（奥州街道・日光街道）における武器類の搬送は、天保8年（1837年）の「文化三寅年同四年卯六月迄、御関所御用書抜」から鉄砲勘過規定の指示が残されている。房川渡中田関所での鉄砲搬送方法は、老中裏印証文、留守居衆断状、勘定奉行証文、老中の宿継証文、そして持ち主・家来証文による5つの方法があった。

## 出女の取締
女性が関所の外側（地方）に出る際には女手形を提出させ、次に関所に備え付けられた「判鑑」にて、手形に記された幕府留守居の印鑑が真正であるかを確認した。女手形は別名「御留守居証文」ともいい、関所を通るにあたって旅の目的や行き先、通る女性の人相、素性なども書き記されていた。箱根関の場合は特に厳しく、女の身体的特徴を専門に検分する人見女（髪改め女）が常駐し、出女の監視を行っていた。人見女の検査は厳重であり、髪の毛の有無や身体的特徴、ほくろや妊娠の有無などについてまで吟味されたという。更に女による男装の疑いがあれば、男に対しても同様の検査が行われたとされている。これは通行手形の発行手続が男の方が容易であり、女が男の振りをして手形の発行を受ける可能性があったからである。もっとも、江戸幕府は伊勢神宮参拝者や温泉湯治などを行う者に対しては「書替手形」と呼ばれる特別な手形を出す例があり、これを受けた者については予め幕府が身元を確認したものと看做して、より簡単な手続で済まされる例もあった。